# Synagogue de Beuthen (1869-1938)

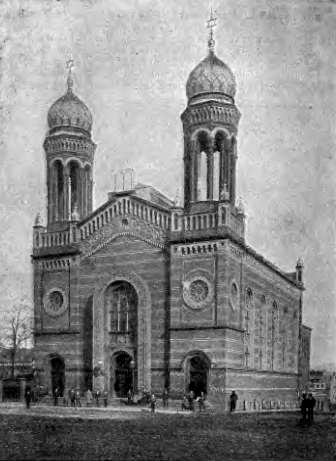
La synagogue de Bytom vers 1904.

La synagogue de Beuthen ou synagogue de Bytom était une synagogue située à Beuthen en Prusse, province de Silésie (actuellement : Bytom en Pologne), une ville-frontière entre l'Allemagne et la Deuxième République polonaise avant la Seconde Guerre mondiale.

## Histoire
La synagogue est construite en style néo-mauresque sur la Friedrich-Wilhelm-Ring (maintenant Plac Grunwaldzki), en lieu et place d'une ancienne synagogue. La première pierre est posée le 25 mai 1868 et la construction se termine le 2 juillet 1869. 
La synagogue est incendiée par les Nazis au cours de la nuit de cristal du 9–10 novembre 1938. L'avant-veille, le 7 novembre 1938, Joseph Goebbels avait fait un discours antisémite très virulent dans la ville. Les Juifs sont forcés à rester debout regarder la destruction de leur lieu de culte. La communauté juive locale est exterminée le 15 février 1942 au centre de mise à mort d'Auschwitz-Birkenau,,.

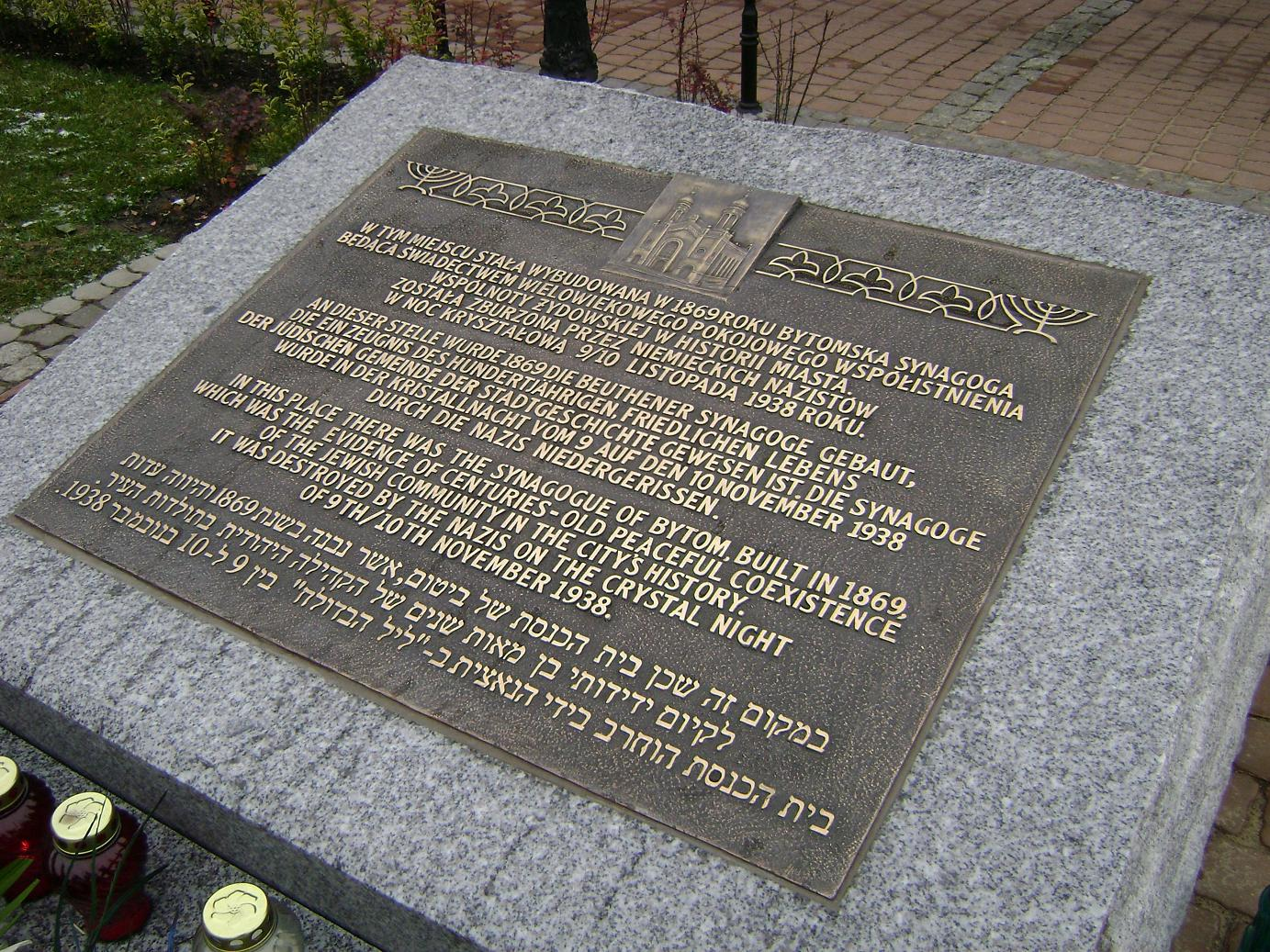
Plaque commémorative avec inscriptions en polonais, allemand, anglais et en hébreu

En novembre 2007, une plaque commémorative est posée sur le site.